# James Hook (compositeur)
Pour les articles homonymes, voir James Hook.
James Hook (3 juin 1746 - 1827) est un compositeur et organiste anglais.

## Œuvres
English Dance

### Œuvres lyriques
- Trick Upon Trick (pantomime), July, 1772, Op. 3
- Cupid's Revenge (pastoral farce), June 12, 1772, Op. 8
- The Lady of the Manor (comic opera), November 23, 1778, Op. 20
- Too Civil by Half (farce), November 5, 1782, Op. 25
- The Double Disguise (farce), March 8, 1784, Op. 32
- The Fair Peruvian (comic opera), March 18, 1786, Op. 45
- The Feast of Anacreon (serenata), May 24, 1788, Op. 53
- Look ere you Leap (serenata), June 2, 1792, Op. 69
- Jack of Newbury (comic opera with masque), May 6, 1795, Op. 80
- Diamond Cut Diamond, or Venetian Revels (comic opera), May 23, 1797, Op. 89
- The Wreath of Loyalty, or British Volunteer (serenata), July 31, 1799, Op. 94
- Wilmore Castle (comic opera), October 21, 1800, Op. 96
- The Soldier's Return or What Can Beauty Do? (comic opera), April 23, 1805, Op. 108
- The Invisible Girl (operatic farce), April 28, 1806, Op. 112
- Catch him who Can (farce), June 12, 1806, Op. 113
- Tekeli, or the Siege of Montgatz (melodrama), Nov 24, 1806, Op. 114
- The Fortress (melodrama), July 16, 1807, Op. 117
- Music Mad (comic sketch), August 27, 1807, Op. 119
- The Siege of St Quintin, or Spanish Heroism (drama), November 10, 1808, Op. 122
- Killing no Murder (farce), August 21, 1809, Op. 129
- Safe and Sound (comic opera), August 28, 1809, Op. 130
- Sharp and Flat (operatic farce), August 4, 1813, Op. 140

### Grandes œuvres vocales
- Nombreux oratorios et odes

### Musique de chambre
- Six Sonatas For Violoncello and Piano, 1783
- Six Solos for Flute and Harpsichord, ca.1774

### Sonates pour clavier
- Six Familiar Sonatas, 1798

### Concerti
- Works for the clarinet, organ, fortepiano, etc.

### Chants
- Plus de 2000 chants, Le plus notable The Lass of Richmond Hill

### Œuvres pédagogiques
- Guida di musica, Being a Complete Book of Instructions for Beginners on the Harpsichord or Piano Forte … to which is added 24 Progressive Lessons (c1785), Op. 37
- Guida di musica, Second Part, Consisting of Several Hundred Examples of Fingering … and *Six Exercises … to which is added, a Short … Method of learning Thoro’ bass … (?1794), Op. 75
- The Preceptor for the Piano-Forte, Organ or harpsichord … Favorite Airs … a Collection of Progressive Lessons … [and] Two Celebrated Lessons (?1795)
- New Guida di musica, Being a Compleat Book of Instructions for Beginners on the Harpsichord or Piano Forte … to which is added 24 Progressive Lessons (1796), Op. 81